# Carlos R. Piñeyro
Carlos R. Piñeyro (* 1890 in Paris) war ein argentinischer Botschafter und beteiligt an der Fluchthilfe für NS-Täter und Kollaborateure nach Argentinien.

## Leben
Carlos Piñeyro war der Sohn von Enrique Piñeyro. Er war von 1934 bis 1939 Generalkonsul in der Freien Stadt Danzig. 1941 heiratete er in Bulgarien eine Deutsche.
Ab Mai 1945 war Piñeyro Konsul in Kopenhagen. Im Juli 1946 skizzierte er in einem Bericht an das Außenministerium die Möglichkeit, etwa 200.000 Flüchtlinge aus seinem Zuständigkeitsbereich in Argentinien einzubürgern. Er stellte argentinische Ausweispapiere aus, die Günter Toepke (während des Krieges Oberstleutnant und Leiter einer deutschen Dienstgruppe in Dänemark) an Techniker und untergetauchte Kriegsverbrecher vermittelte. So kamen u. a. Kurt Tank und Carl Værnet nach Argentinien. Der Ausweis von Karl Thalau, bis 1945 Professor für Flugzeugbau und -statik an der Technischen Hochschule Berlin, wurde am Flughafen Kopenhagen-Kastrup nicht anerkannt. Günter Toepke wurde am 24. November 1947 vom Nachrichtendienst der dänischen Polizei verhaftet, als er mit Paul Friedrich Klages, einem Diplomingenieur aus dem Konstruktionsbüro von Focke-Wulf, die Grenze überquerte.
Piñeyro wurde am 6. Dezember 1947 von der dänischen Regierung ausgewiesen. Anschließend arbeitete er als Generalkonsul in Istanbul. Sein Gehilfe Elzear Mouret wurde nach London versetzt. Botschafter José Fausto Rieffolo Bessone wurde ins dänische Außenministerium zitiert, ein paar Monate später abgezogen und nach Dublin versetzt. Die Rattenlinien wurden in der Folge zum Flughafen Zürich und Genua verlegt. Von 1949 bis 1953 war er Botschafter in Beirut.